# اثر مشاهده‌گر
اثر مشاهده‌گر به تأثیر عمل مشاهده بر پدیدهٔ مورد مشاهده گفته می‌شود. اغلب ابزارهای اندازه‌گیری برای انجام کارشان ناخواسته بر چیزی که اندازه‌گیری می‌کنند تأثیر می‌گذارند، برای نمونه فشارسنجی که برای اندازه‌گیری فشار تایر خودرو استفاده می‌شود، معمولاً هنگام اندازه‌گیری موجب خروج مقدار کمی از هوای داخل آن می‌شود و بنابراین بر فشار داخل آن تأثیر می‌گذارد. این اثر در حوزه‌های مختلفی از فیزیک دیده می‌شود.
در بیشتر موارد می‌توان با استفاده از ابزارها و فنون اندازه‌گیری بهتر اثر مشاهده‌گر را به حداقل رساند. با این وجود در مکانیک کوانتوم که با اشیاء بسیار ریز سروکار دارد مشاهدهٔ یک سامانه بدون تأثیرگذاری بر آن ممکن نیست و بنابراین مشاهده‌گر را باید بخشی از سامانهٔ مورد مطالعه فرض کرد.
گاهی اثر مشاهده‌گر با اصل عدم قطعیت اشتباه گرفته می‌شود.

## در فیزیک ذرات
در فیزیک ذرات برای آشکارسازی الکترون لازم است نخست یک فوتون با آن تعامل داشته باشد که این تعامل در مسیر الکترون تأثیر خواهد گذاشت. روش‌های دیگری که برای اندازه‌گیری غیرمستقیم به کار می‌روند نیز ممکن است بر الکترون تأثیرگذار باشند.
درواقع در طول زمان ماده به طور مستمر در حال تغییر است و به همین علت خود وسیله سنجش(چشم یا ادراک)بخشی از سیستم بوده و در حال تغییر است در حالت واقعی هنگام سنجشش یک فوتون توسط چشم فوتون انرژی خود را به دستگاه اندازه گیری وارد کرده و تبدیل به اطلاعات میشود همانطور که اینجا مشاهده شد انرژی فوتون تبدیل به اطلاعات شده و کل تابع مشاهده شده فرو ریخته است اینطور استنباط میشود که هنگامی که ما برای مثال به ماه نگاه میکنیم ماه وجود دارد اما وقتی که ماه توسط ما مشاهده نمیشود با توجه به ذات حقیقی متغیر و ثابت ذره ماه وجود ندارد اما این به این معنا است که اثر مشاهده موجب تغییر حال ذره شده و موقعیت فعلی آن را مشخص میکند

## الکترونیک
در الکترونیک معمولاً آمپرسنج به صورت سری و ولت‌سنج به صورت موازی با مدار قرار می‌گیرند. این ابزارها با افزودن یک بار حقیقی یا موهومی به مدار بر رفتار و تابع تبدیل آن اثر می‌گذارند. حتی کلمپ‌های جریان نیز که با سیم حامل جریان ارتباط فیزیکی مستقیم ندارند بر اثر القای متقابل بر جریان مورد اندازه‌گیری تأثیر می‌گذارند. 

## ترمودینامیک
در ترمودینامیک یک دماسنج جیوه‌ای استاندارد برای اندازه‌گیری دما لازم است مقداری گرما از محیط اطرافش بگیرد یا به آن بدهد و در نتیجه بر دمای جسم مورد آزمایش تأثیر خواهد گذاشت.

## مکانیک کوانتوم
اندازه‌گیری در مکانیک کوانتومی یک مسئلهٔ مناقشه‌برانگیز است که به تفسیرهای مکانیک کوانتومی برمی‌گردد. به عنوان نمونه در اثر کوانتومی زنون دیده شده است که در صورتی که یک حالت کوانتمی پیوسته زیر نظر گرفته شود تغییری در آن رخ نمی‌دهد اما در صورت بی‌توجهی به آن به زوال خواهد گرایید.
یکی از پیامدهای نظریه بل این است که هرگونه اندازه‌گیری بر روی یکی از دو ذرهٔ درهم‌تنیده، می‌تواند یک اثر غیرمحلی در ذرهٔ دیگر داشته باشد. مشکلات دیگری نیز در رابطه با ناهمدوسی هنگام مدل‌سازی مشاهده‌گر به صورت سامانهٔ کوانتمی رخ می‌دهد.
بسیار اتفاق افتاده است که اصل عدم قطعیت با اثر مشاهده‌گر اشتباه شده است، حتی توسط بنیانگذار آن یعنی ورنر کارل هایزنبرگ. این اصل در شکل استاندارد خود بیان می‌کند که اندازه‌گیری مکان و تکانه در یک لحظهٔ مشخص، تا حدی می‌تواند دقت داشته باشد که با افزایش دقت اندازه‌گیری یکی از این کمیت‌ها، دقت اندازه‌گیری کمیت دیگر کاهش می‌یابد. یک بیان دیگر از اصل عدم قطعیت که بیشتر با اثر مشاهده‌گر هم‌خوانی دارد، مسئولیت کلیهٔ آشفتگی‌هایی که مشاهده‌گر بر روی سامانه و خطای نتیجه‌شده می‌گذارد را بر عهده می‌گیرد، هرچند این بیان رایج‌ترین تعبیر عدم قطعیت نخواهد بود.